# معماری آنگلوساکسون

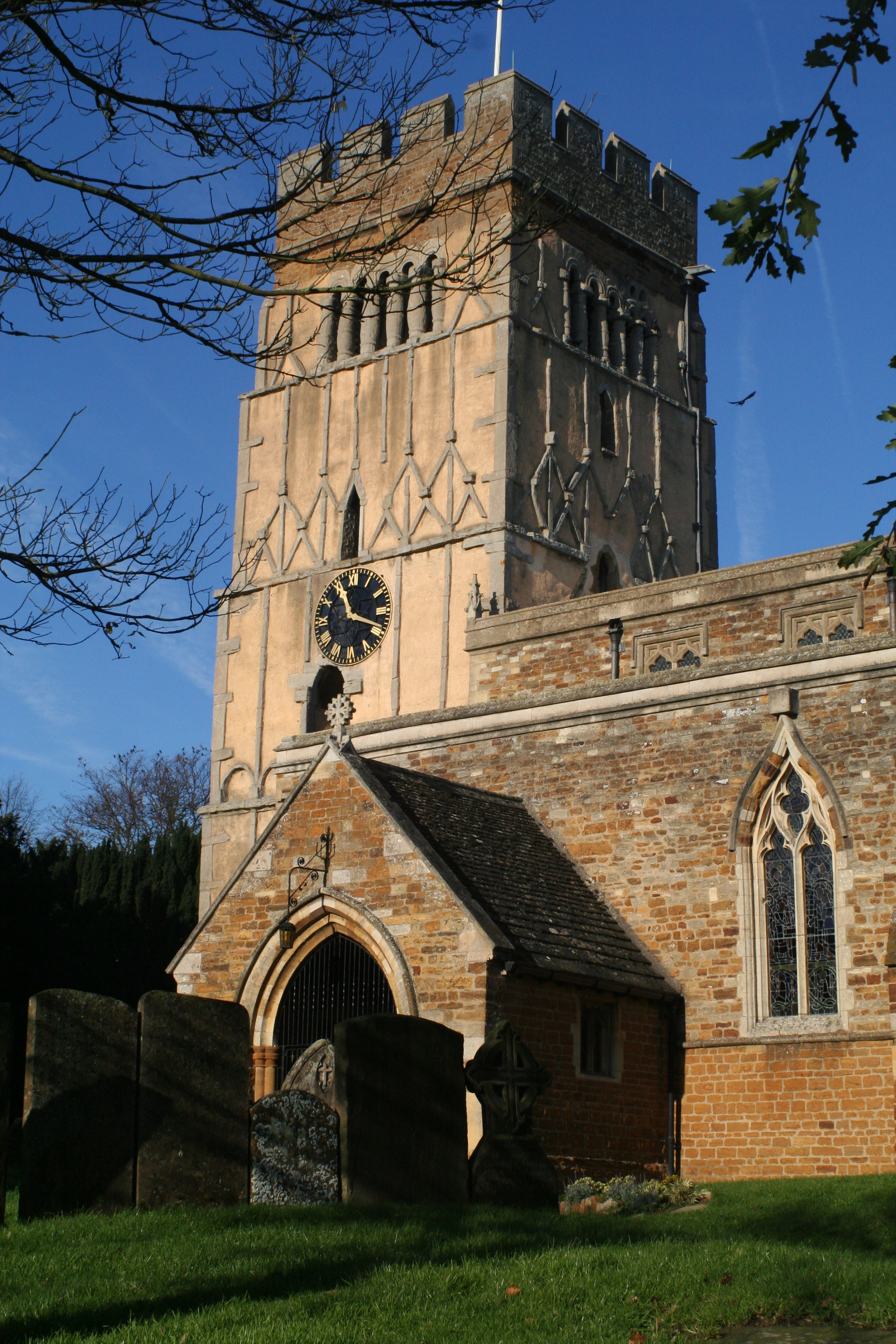
نوارهای ستونی متمایز آنگلوساکسون بر روی برج کلیسای همه مقدسین، ارلز بارتون

معماری آنگلوساکسون مربوط به دوره ای در تاریخ معماری انگلستان است که از اواسط قرن پنجم تا زمان حمله به نورمن‌ها در سال ۱۰۶۶ میلادی بود. ساختمان‌های غیر مذهبی آنگلوساکسون در بریتانیا عموماً ساده بودند و عمدتاً از چوب با کاهگل برای سقف ساخته می‌شدند. از این موارد هیچ نمونه پذیرفته شده جهانی باقی نمانده‌است. آنگلوساکسون‌ها عموماً ترجیح می‌دادند در شهرهای رومی قدیمی مستقر نشوند و شهرهای کوچکی را در نزدیکی مراکز کشاورزی خود، در تنگه‌های رودخانه‌ها یا بندرگاه‌ها ساختند. در هر شهر، یک سالن اصلی در مرکز قرار داشت که دارای یک آتشدان مرکزی بود.
اما بقایای بسیاری از معماری کلیساهای آنگلوساکسون وجود دارد. حداقل پنجاه کلیسا منشأ آنگلوساکسون با ویژگی‌های اصلی معماری آنگلوساکسون دارند و بسیاری دیگر ادعا می‌کنند که چنین هستند، اگرچه در برخی موارد، بخش‌های دارای معماری آنگلوساکسون، کوچک یا تغییر یافته‌است. اغلب غیرممکن است که به‌طور مطمئن بین کارهای قرن یازدهم قبل و بعد از فتح نورمن‌ها، بین بخش‌های اضافه شده به ساختمان‌ها یا تغییرات بعدی در آن‌ها، تمایز قائل شد.
کلیسای برج گرد و کلیسای شبستان برجی از انواع متمایز آنگلوساکسون هستند. تمام کلیساهای باقی مانده، به جز یک کلیسای چوبی، از سنگ یا آجر ساخته شده‌اند و در برخی موارد شواهدی از کار دوباره بر رو معماری رومی را نشان می‌دهد.
ویژگی‌های معماری ساختمان‌های کلیسایی آنگلوساکسون، در بازه ای بین معماری اولیه سلتیک، کلیساهای اولیه مسیحیان و در دوره‌های متاخر آنگلوساکسون، با ویژگی‌های معماری دارای نوارهای ستونی، طاق‌های خالی، طارمی و بازشوهای سه گوش مشخص می‌شود. در دهه‌های آخر پادشاهی‌های آنگلوساکسون، سبک رومی کلی‌تری معرفی شد که بناهای الحاقی ساخته‌شده در کلیسای وست مینستر در سال ۱۰۵۰به بعد از جمله جمله آن است که قبلاً تحت تأثیر سبک معماری نورمن‌ها قرار گرفته بود.

## خانه‌ها و دیگر ساختمان‌های غیر مذهبی

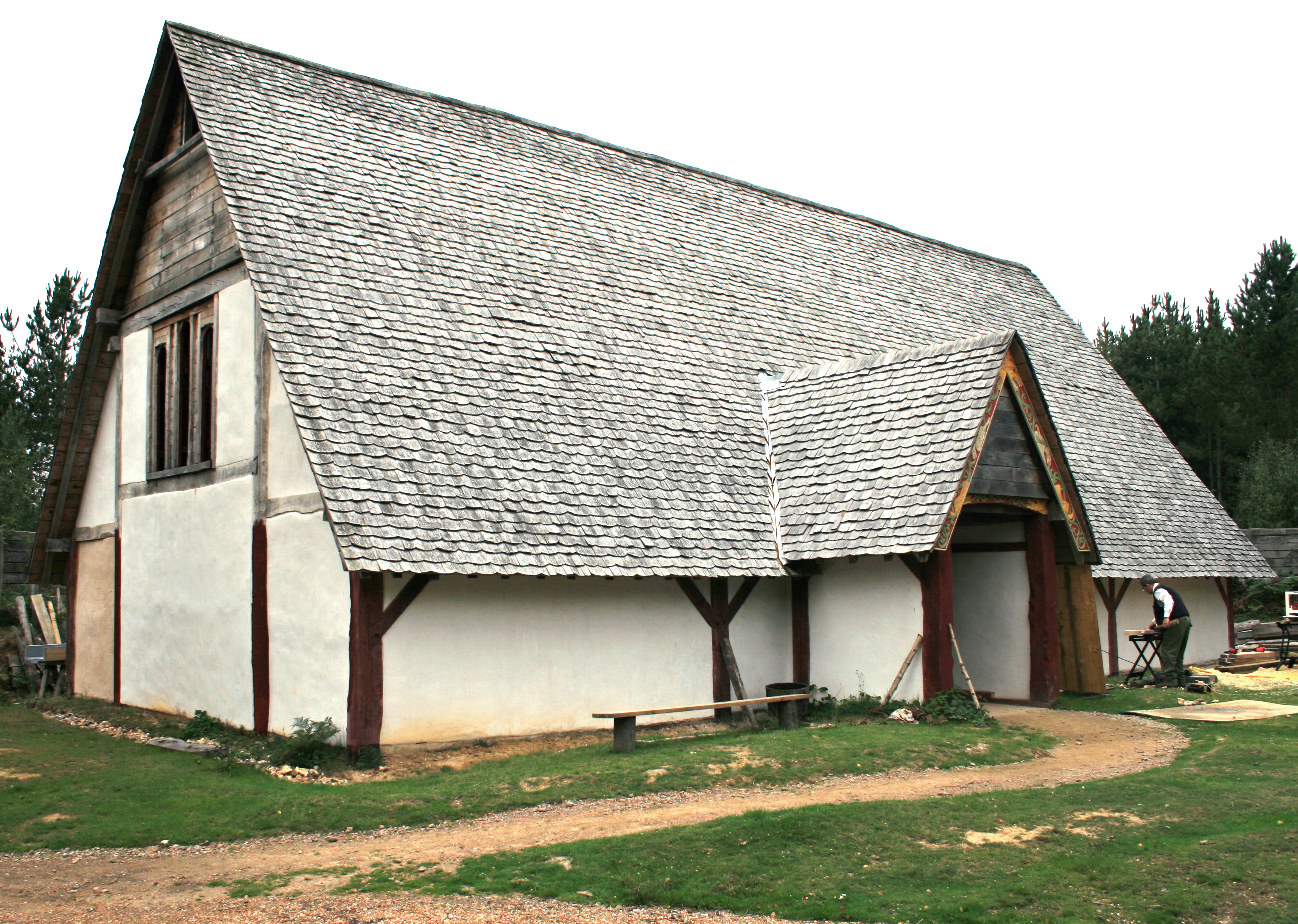
بازسازی یک تالار آنگلوساکسون در اولین هزاره پس از میلاد در ویچرست، کنت

ساختمان‌های غیر مذهبی آنگلوساکسون معمولاً ساختارهای مستطیلی شکلی بودند که در آن ستون‌های چوبی به داخل زمین رانده می‌شدند تا چارچوب دیوارهایی را تشکیل دهند که سقف‌های کاهگلی روی آن‌ها ساخته می‌شد.

تنها ده مورد از صدها سکونتگاهی که از این دوره در انگلستان کاوش شده‌است، ساختارهای داخلی بنایی را آشکار کرده و به چند زمینه کاملاً خاص محدود شده‌است. توضیح معمول برای تمایل آنگلوساکسون‌ها به ساختن خانه‌های چوبی، یکی از فرودستی یا عدم کفایت فناورانه است. با این حال، اکنون پذیرفته شده‌است که فناوری و مصالح بخشی از انتخاب‌های آگاهانه بودند که در ضمن از معنای اجتماعی آن هانیز جدا نشدند. لو گاف معتقد است که دوره آنگلوساکسون با استفاده از چوب تعریف می‌شد و شواهدی را ارائه می‌کند که آنگلوساکسون‌ها برای مراقبت و صنعتگری در فرهنگ چوب خود سرمایه‌گذاری کردند که از فنجان‌ها تا سازه‌ها، توجه به درختان و الوار، نام مکان‌ها، ادبیات و مذهب از مظاهر ان است.

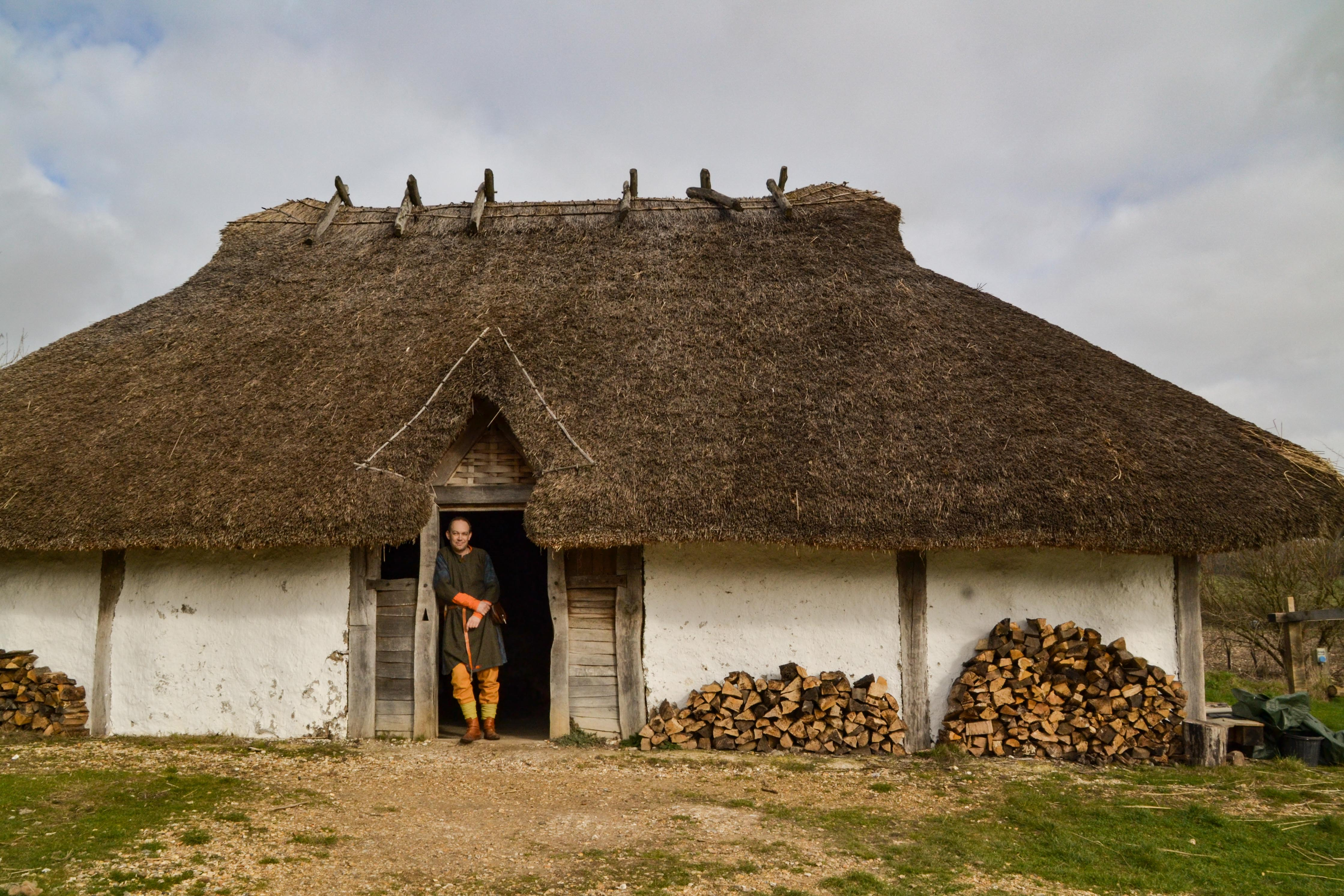
بازسازی خانه آنگلوساکسون در مزرعه باستانی بوسر، قرن ششم تا هشتم

فرم‌های ساختمانی آنگلوساکسون تا حد زیادی بخشی از این سنت عمومی ساختمان بود. الوارهای چوب، «مصالح طبیعی ساختمانی در آن دوره بود به گونه ای که کلمه «تیمب» (Timbe) در فرهنگ آنگلوساکسون برای «ساختمان» به کار برده می‌شد. برخلاف جهان کارولینژی، تالارهای سلطنتی آنگلوساکسون متأخر، هم چنان به شیوه ییورینگ‌ها در قرن‌ها قبل، از چوب ساخته می‌شد حتی اگر پادشاه به راحتی می‌توانست برای ساخت و ساز، از سنگ استفاده کند. ترجیح آن‌ها باید یک انتخاب آگاهانه بوده باشد و شاید بیانی از «هویت عمیقاً نهفته ژرمنی» خانواده‌های سلطنتی آنگلوساکسون باشد.
در طول قرن‌های ۹ و ۱۰، استحکاماتی در اطراف شهرها برای دفاع در برابر حملات وایکینگ‌ها ساخته شد. تقریباً هیچ اثر غیر مذهبی باقی نمانده‌است، اگرچه برج انگلیسی در یورک به‌طور بحث‌انگیزی مربوط به قرن هفتم است. شواهد اخیر این احتمال را باز می‌کند که برج سنت جورج، آکسفورد، ممکن است بخشی بازمانده از سازه‌های دفاعی پیرامون آکسفورد باشد. بازسازی یک سکونتگاه آنگلوساکسون در وست استو در سافولک وجود دارد و تصاویر معاصر ساختمان‌های سکولار و مذهبی گاهی در تذهیب‌ها یافت می‌شود.

## یادداشت
1. ↑  York and London both offer examples of this trend.
2. ↑  Le Goff, J. (1988), Medieval Civilization 400–1500 (Oxford: Blackwell):203
3. ↑  Bintley, Michael DJ, and Michael G. Shapland, eds. Trees and Timber in the Anglo-Saxon World. Oxford University Press, 2013
4. ↑  Turner, H. L. (1970), Town Defences in England and Wales: An Architectural and Documentary Study A. D. 900–1500 (London: John Baker)
5. ↑  Higham, R. and Barker, P. (1992), Timber Castles (London: B. T. Batsford):193